# Ramb IV
La Ramb IV è stata una bananiera veloce italiana, utilizzata durante la seconda guerra mondiale come nave ospedale dapprima dalla Regia Marina e successivamente dalla Royal Navy.

## Premesse e costruzione

La RAMB IV in costruzione

Nella seconda metà degli anni trenta il Ministero delle colonie del Regno d'Italia, avendo la necessità di trasportare nel territorio metropolitano le banane prodotte in Somalia, all'epoca colonia italiana, ordinò quattro unità dotate di un'autonomia sufficiente per effettuare il percorso da Mogadiscio a Napoli senza soste intermedie ed a pieno carico. In base a queste necessità furono costruite 4 navi frigorifere che dovevano essere gestite dalla Regia Azienda Monopolio Banane (RAMB, con sede a Roma), due nei Cantieri Ansaldo di Genova-Sestri Ponente e due, tra cui la Ramb IV, nei Cantieri Riuniti dell'Adriatico di Monfalcone. Costruita tra il gennaio e l'ottobre 1937, la Ramb IV venne iscritta con matricola 2174 al Compartimento marittimo di Genova.

Navi medio-piccole ma molto moderne per l'epoca, le quattro Ramb furono progettate dall'ing. Luigi Barberis, Maggiore Generale del Genio Navale. Erano munite di quindici picchi di carico (dodici da cinque tonnellate, uno da 30 a prua, uno da 15 a poppa ed uno da 1500 kg per l'apparato motore) e potevano imbarcare 2418 tonnellate di carico, nonché dodici passeggeri, due dei quali in appartamenti di lusso con camera da letto e servizi e dieci in camerini a due letti, uno dei quali provvisto di bagno, mentre per gli altri vi era un bagno ogni due camerini. La nave era anche dotata di un ponte riservato esclusivamente ai passeggeri, di una sala da pranzo con vista su tutti i lati tranne che a poppa e di due verande-fumatoi vetrate. Le sistemazioni dei passeggeri erano anche provviste di aria condizionata. 

Il varo della Ramb IV

Allo scoppio della guerra, in base a disposizioni legislative, fu prevista la possibilità di trasformarle in incrociatori ausiliari, con 4 pezzi da 120/40 mm in coperta. I materiali per la militarizzazione delle navi furono posti in deposito a Massaua per due unità ed a Napoli per le altre due.

## La seconda guerra mondiale
Il 10 giugno 1940, alla data dell'entrata dell'Italia nella seconda guerra mondiale, l'unica della quattro navi a trovarsi nel Mediterraneo era la Ramb III, mentre le altre tre si trovavano nel Mar Rosso, quindi senza alcuna possibilità di collegarsi con il territorio metropolitano. La Ramb IV, così come le Ramb I e II, era a Massaua, dove venne messa a disposizione del Comando Navale Africa Orientale Italiana ed incorporata nella Flotta del Mar Rosso.
A differenza delle Ramb I ed II, convertite in incrociatori ausiliari, la Ramb IV – probabilmente per il fatto che le dotazioni inviate a Massaua, come sopra detto, erano per due sole navi, mentre quelle per le altre due si trovavano a Napoli – rimase inattiva per alcuni mesi nel porto di Massaua, disarmata ed utilizzata come nave alloggio (altra fonte parla invece di una sua iniziale conversione in incrociatore ausiliario con armamento composto da 2 cannoni da 120/40 mm e 2 mitragliere antiaeree da 13,2 mm automatiche, ma si tratta probabilmente di un errore, in quanto si parlò per quattro mesi di una sua possibile conversione, ma essa rimase inattuata).
L'inizio dell'Operazione Compass in Africa settentrionale e la sconfitta delle truppe italiane a Sidi el Barrani, tra il 9 ed il 12 dicembre 1940, segnò definitivamente l'impossibilità per le truppe italiane della Libia di raggiungere l'Africa Orientale Italiana in tempo per spezzarne l'accerchiamento, essendo previsto che le scorte di carburante di tale possedimento si sarebbero esaurite entro il giugno 1941. In previsione della futura ed inevitabile caduta di tale colonia, negli ultimi giorni dello stesso dicembre 1940 la Regia Marina decise di trasformare la Ramb IV in una nave ospedale, per poter salvare e ricondurre in patria almeno parte dei feriti e malati gravi e del personale sanitario presente nell'AOI.

La Ramb IV in servizio come nave ospedale.

Ridipinta pertanto secondo le norme stabilite dalla Convenzione di Ginevra per le navi ospedale (scafo e sovrastrutture bianche, fascia verde interrotta da croci rosse sullo scafo e croci rosse sui fumaioli), la nave, dotata di attrezzature sanitarie e personale medico reperibili in Africa Orientale, venne requisita ed iscritta nel ruolo del Naviglio ausiliario dello Stato il 7 febbraio 1941, prima ancora del termine dei lavori. Dotata di 272 posti letto, la Ramb IV dal febbraio (o dal 7 marzo) all'aprile 1941 stazionò sostanzialmente a Massaua come ospedale galleggiante.
L'8 aprile 1941, subito prima della caduta di Massaua ormai assediata dalle truppe britanniche, la Ramb IV lasciò quel porto diretta verso nord, progettando di chiedere ed ottenere il permesso di transitare per il canale di Suez, onde poter raggiungere l'Italia ove portare gli oltre duecento infermi, tra feriti e malati, imbarcati. Essendo la nave regolarmente denunciata e registrata presso le autorità di Ginevra, ed essendo stati stabiliti dai trattati internazionali, sin dal 1869, la neutralità ed il diritto di transitare nel canale di Suez sia in tempo di pace che di guerra (e così era stato durante la precedente guerra d'Etiopia), il progetto era teoricamente realizzabile, ma in realtà il Regno Unito aveva affermato, sin dalla prima guerra mondiale, che solo le proprie autorità avevano il diritto di consentire o vietare il transito tra Suez e Porto Said (ed in tale conflitto era stato infatti vietato il passaggio alle navi ospedale tedesche ed austroungariche). Qualora gli inglesi non avessero accordato il permesso di passare per il canale, era stato deciso che la Ramb IV si sarebbe diretta nello Yemen o nell'Arabia Saudita, nazioni neutrali, per farvisi internare. In realtà gli inglesi non si limitarono a negare il passaggio, ma inviarono il cacciatorpediniere Kingston ad intercettare la nave ospedale: abbordata e catturata al largo di Aden la sera dello stesso 8 aprile (altre fonti collocano invece la cattura al 10 aprile), l'unità fu condotta a Massaua, ormai in mano britannica. Il personale medico, benché protetto dall'Articolo 10 del Titolo X della Convenzione dell’Aja del 1907, e gli infermi, sbarcati, vennero internati nel campo di prigionia di Fayed (Egitto) quali prigionieri di guerra. Dopo la cattura sulla nave vennero imbarcati numerosi militari italiani catturati alla resa di Massaua, che la motonave trasportò poi in Sudan nel corso dello stesso mese di aprile.
Alla cattura della Ramb IV seguì una controversia internazionale: le autorità italiane protestarono per l'accaduto, chiara violazione delle convenzioni internazionali, richiedendo la restituzione di nave, personale ed infermi, venendo nell'occasione anche appoggiate dagli Stati Uniti. Le autorità britanniche, senza pronunciarsi in merito, decisero di non dichiarare la Ramb IV “buona preda” come una qualsiasi nave nemica catturata, ma di incorporare la nave nella Royal Navy, continuando ad impiegarla come nave ospedale per conto del Ministry of War Transport. Dopo il trasferimento sotto bandiera britannica la Ramb IV venne utilizzata nel Mar Rosso e, dai primi mesi del 1942, nel Mediterraneo orientale, dove operò lungo le coste della Libia e dell'Egitto.
Dopo il trasferimento in Mediterraneo la Ramb IV venne inviata anche ad Haifa, da dove partecipò all'evacuazione di numerosi militari australiani dal 2/3rd Australian Casualty Clearing Station di Beirut.
Tra le 7.45 e le 8 (o verso le 8.45) di mattina del 10 maggio 1942, in buone condizioni di visibilità (gli stessi equipaggi tedeschi fotografarono distintamente la nave, i cui contrassegni apparivano perfettamente riconoscibili), la nave ospedale venne attaccata al largo di Alessandria d'Egitto, dove era quasi giunta proveniente da Tobruch con a bordo 95 uomini di equipaggio e 269 infermi imbarcati nella città libica (per altre fonti 353 o 360 uomini tra equipaggio e feriti), da bombardieri Junkers Ju 88 della Luftwaffe, che la colpirono con alcune bombe, incendiandola. Divorata dalle fiamme (le bombe avevano infatti fatto scoppiare un deposito di nafta) soprattutto nella zona centrale e poppiera, la Ramb IV, abbandonata dai 199 superstiti (114 feriti ed 85 membri dell'equipaggio), imbarcò inizialmente una squadra antincendio del cacciatorpediniere HMS Kipling, inviato in aiuto da Alessandria insieme ad altre due unità dello stesso tipo, l'Harrow e l'Hasty, ma tutti gli sforzi si rivelarono inutili e la nave dovette infine essere abbandonata e silurata (o finita a cannonate) dall'Hasty, inabissandosi in posizione 31°17' N e 29°23' E, a circa 400 metri di profondità, al largo di Capo Ras el Tin, nelle acque antistanti l'attuale abitato di Sidi Krier, dov'era stata condotta nel tentativo di salvarla.
Il bilancio dell'attacco fu molto pesante: perirono 165 uomini, fra cui 155 feriti e malati.